# Professional Women's Hockey League
La Professional Women's Hockey League, nota come PWHL (in francese Ligue professionnelle de hockey féminin, in breve LPHF) è una lega professionistica femminile nordamericana di hockey su ghiaccio, composta da otto squadre (quattro canadesi e altrettante statunitensi).
Il campionato è strutturato in una regular season, che si svolge tra novembre e i primi giorni di maggio, e in una fase di play-off che coinvolge le migliori quattro squadre della prima parte della stagione e si conclude alla fine del mese di maggio, con la consegna della Walter Cup alla squadra vincitrice. Al 2025, la PWHL è la lega femminile di hockey su ghiaccio più importante al mondo, avendo raggiunto un milione di spettatori totali durante la sua seconda stagione, nonché il campionato che detiene il record all-time di spettatori in una partita femminile di tale sport (all'incontro tra PWHL Montréal e PWHL Toronto, giocato a Montreal il 20 aprile 2024, hanno assistito 21.105 presenti).

## Storia

### Predecessori
In America settentrionale, l'hockey su ghiaccio femminile di stampo professionale si è sviluppato, in maniera eterogenea ma incostante, a partire dalla fine del ventesimo secolo. Nel 1999 nasce la National Women's Hockey League (NWHL), composta solamente da squadre canadesi. Cinque anni dopo, viene fondata la Western Women's Hockey League. Quest'ultima ha cessato di esistere nel 2011, mentre la NWHL è confluita nella Canadian Women's Hockey League; la CWHL è stata fondata nel 2007 e ha dichiarato improvvisamente bancarotta nel 2019.

### La PWHPA e la fondazione
Nel 2015, una nuova lega professionistica omonima della NWHL nasce negli Stati Uniti; successivamente, essa cambia nome in Premier Hockey Federation. La PHF, tuttavia, diviene oggetto di un nutrito boicottaggio da parte di centinaia di giocatrici le quali, dopo la chiusura della rivale CWHL, hanno accusato la PHF di non fornire adeguate garanzie di solidità e di non perseguire un effettivo aiuto alla crescita dell'hockey femminile. L'associazione Professional Women's Hockey Players Association (PWHPA) viene creata in seguito al boicottaggio e si pone l'obiettivo di cercare nuovi e importanti sponsor per creare una nuova lega. Nel 2022, la PWHPA stringe un accordo con Mark Walter, imprenditore e proprietario della squadra di baseball dei Los Angeles Dodgers, e con la ex tennista e attivista Billie Jean King; successivamente a tale accordo, viene ufficialmente dichiarata l'intenzione di creare una nuova lega professionistica femminile di hockey su ghiaccio. Nel 2023, Walter e King concludono la controversia tra PWHPA e PHF acquisendo le quote di quest'ultima, e la PHF cessa di esistere. In seguito, le giocatrici dell'associazione hanno stipulato un Collective Bargaining Agreement (l'equivalente sportivo di un contratto collettivo, esistente in tutte le attuali leghe sportive professionistiche nordamericane), con l'obiettivo di partecipare alla nascente lega.

### La stagione inaugurale
Il 29 agosto 2023, Mark Walter annuncia la nascita della Professional Women's Hockey League; nell'annuncio, sono svelate anche le località delle sei squadre inaugurali: Boston, Minneapolis, New York, Montreal, Ottawa e Toronto. In seguito alle prime firme (le canadesi Emerance Maschmeyer, Emily Clark e Brianne Jenner, nuove giocatrici della franchigia di Ottawa), il 18 settembre 2023 si svolge il Draft inaugurale della lega, nel quale ognuna delle sei squadre ha diritto ad acquisire quindici nuove giocatrici; la prima scelta assoluta è la statunitense Taylor Heise, scelta dalle PWHL Minnesota. Per la prima stagione, le sei squadre non adottano un nome ufficiale, mantenendo un nome composto dall'acronimo "PWHL" seguito dalla città di origine della squadra (la franchigia di Minneapolis, invece, adotta la denominazione PWHL Minnesota, per lo Stato statunitense nel quale essa è ubicata).

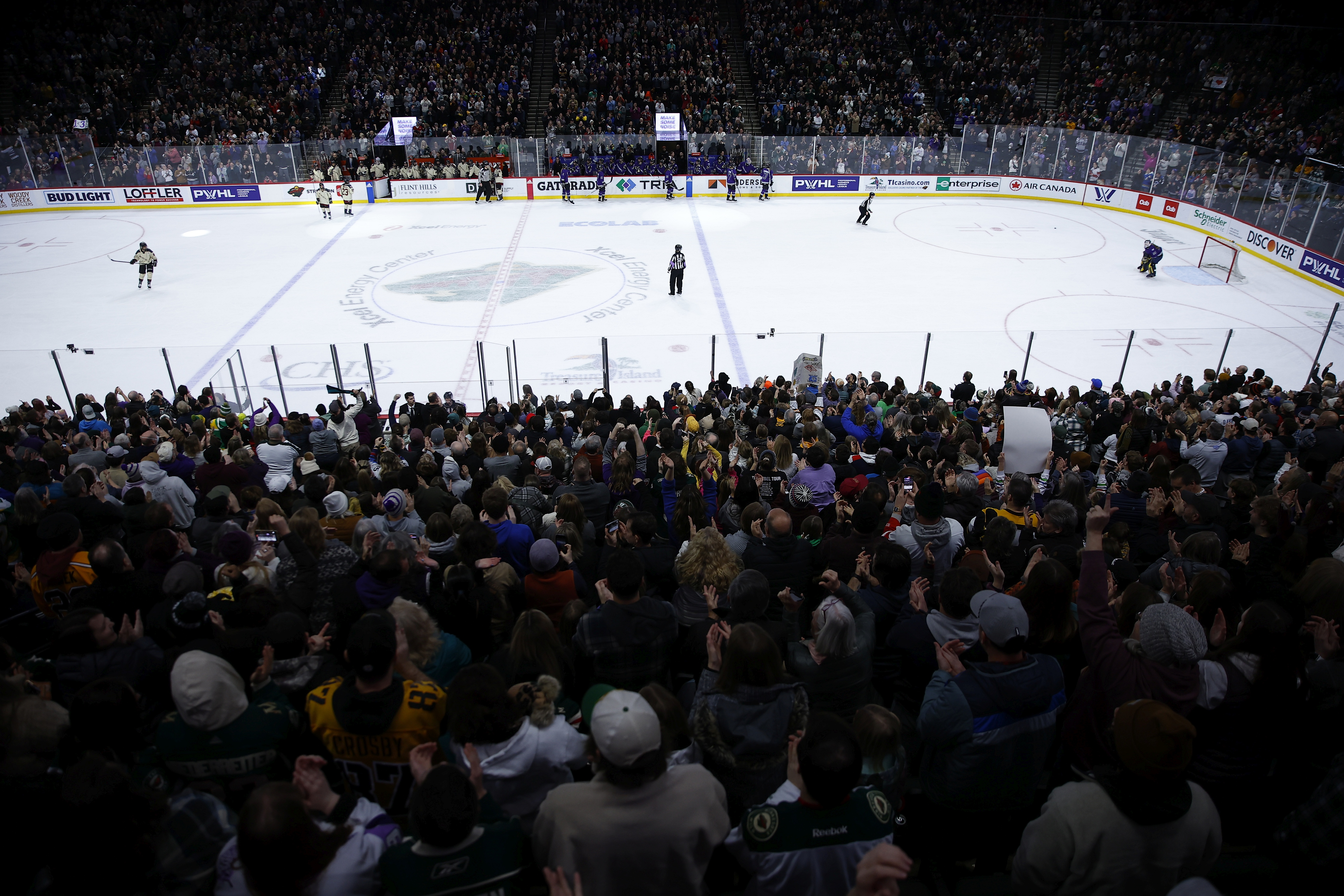
I 13.306 spettatori della prima partita delle PWHL Minnesota, avvenuta il 6 gennaio 2024, hanno battuto il precedente record di presenze a una partita professionistica femminile di hockey su ghiaccio.

Nella partita inaugurale della lega, giocata il 1° gennaio 2024 ai Maple Leaf Gardens di Toronto tra la squadra di casa e le PWHL New York, le ospiti si sono imposte con il punteggio di 4-0; l'evento è stato seguito in televisione da 2,9 milioni di persone, un numero maggiore rispetto all'audience del Winter Classic della lega maschile di hockey, svoltosi nella stessa serata. Durante la prima stagione, il record di spettatori paganti per un incontro femminile di hockey su ghiaccio professionistico viene superato quattro volte; in due di queste occasioni (a Toronto il 16 febbraio nella partita tra le padrone di casa e New York, a Montréal il 20 aprile nella partita tra Montréal e Toronto) è stato battuto il record assoluto di presenti a una partita femminile di hockey su ghiaccio, con rispettivamente 19.285 e 21.105 spettatori; il primato spettava precedentemente alla partita del campionato mondiale del 2013 tra Canada e Finlandia, giocata a Ottawa di fronte a 18.013 persone. Alla fine delle ventiquattro partite di regular season, Toronto è in testa alla classifica; come da regolamento della lega, la capolista può scegliere se affrontare, nella semifinale dei play-off al meglio delle cinque gare, la terza o la quarta classificata. Toronto decide di sfidare le PWHL Minnesota, giunte quarte; le statunitensi sconfiggono la franchigia canadese violando il fattore campo in gara-5. Anche nella seconda semifinale, tra Boston e Montréal, ad avere la meglio è la franchigia proveniente dagli Stati Uniti, che si aggiudica tutte e tre le partite ai tempi supplementari. Nelle finali della prima stagione della lega Minnesota sconfigge Boston, nuovamente alla quinta e decisiva partita, ed è la prima squadra campione della PWHL. Il titolo individuale di Most Valuable Player, intitolato a Billie Jean King, viene vinto dalla giocatrice di Toronto Natalie Spooner (che si laurea anche miglior marcatrice della stagione), mentre la campionessa in carica Taylor Heise viene nominata miglior giocatrice della fase play-off.

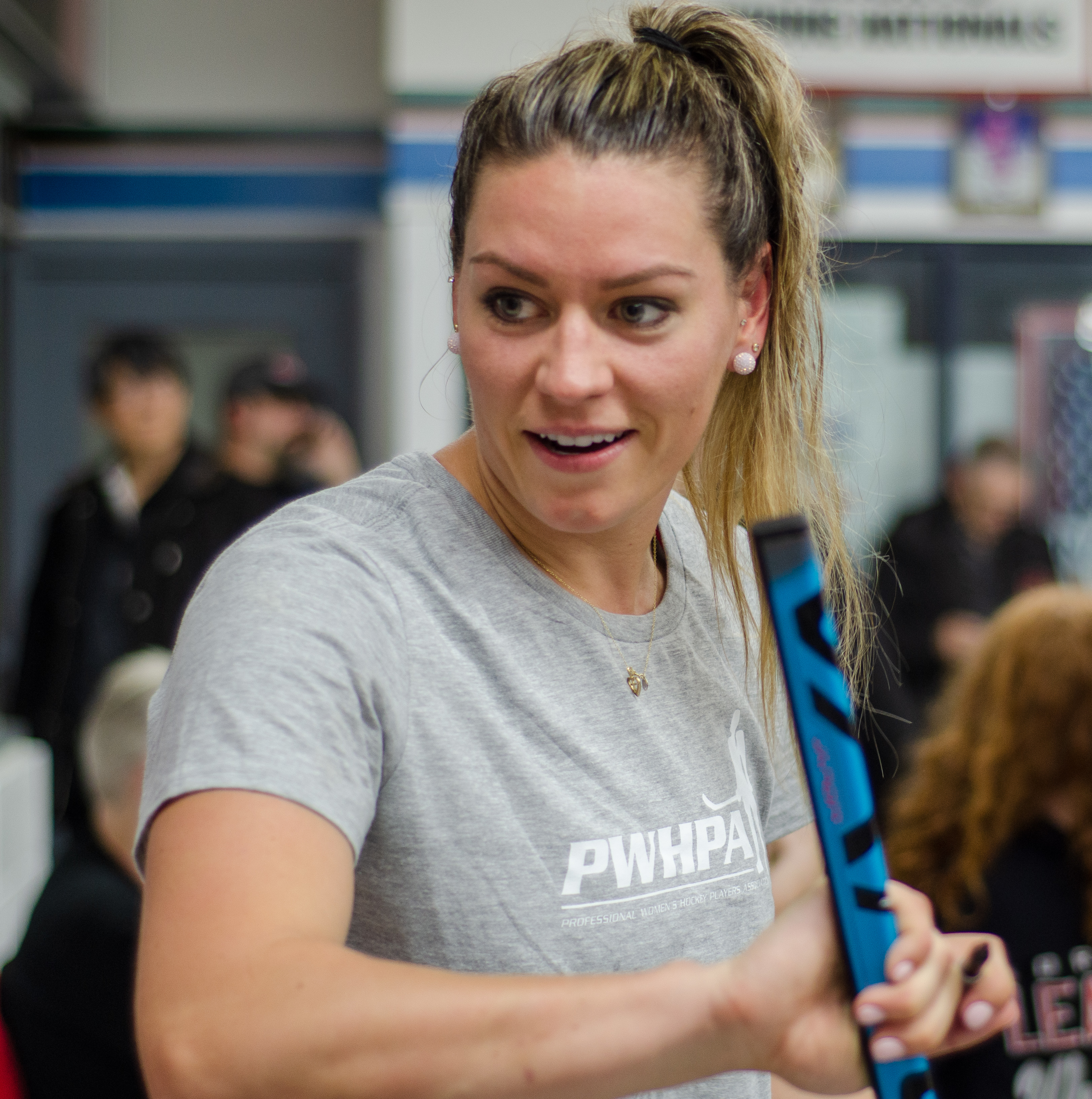
Natalie Spooner, la prima Most Valuable Player nella storia della PWHL.

### L'annata 2024-2025
Dopo una offseason non estremamente movimentata (tra le franchigie avverranno solamente quattro scambi), il Draft del 10 giugno 2024 viene inaugurato dalle PWHL New York, che scelgono la canadese Sarah Fillier, campionessa olimpica nel 2022. Il numero di partite che ogni squadra gioca nella stagione regolare passa da ventiquattro a trenta. Inoltre, il 9 settembre 2024, vengono svelati i nuovi nomi delle sei squadre: Boston Fleet, Minnesota Frost, Montréal Victoire, New York Sirens, Ottawa Charge e Toronto Sceptres.
Le Montréal Victoire si aggiudicano la vetta della classifica nella regular season, e decidono di affrontare le Ottawa Charge, squadra classificatasi terza. Le Toronto Sceptres, seconde, affrontano le Minnesota Frost. In entrambi i casi, la squadra priva del fattore campo vince la serie per 3-1. La finale, dunque, è tra Ottawa Charge e Minnesota Frost. La squadra della capitale canadese vince gara-1, ma soccombe nelle successive tre partite, in una serie estremamente combattuta (tutte le partite si concluderanno con il punteggio di 2-1 e avranno bisogno di almeno un tempo supplementare per coronare una vincitrice). Le Minnesota Frost, quindi, replicano il successo ottenuto nella stagione inaugurale. La Billie Jean King MVP della stagione 2024-2025 è la canadese Marie-Philip Poulin delle Montréal Victoire.

### La prima espansione e laoff-seasondel 2025
Alla fine del mese di aprile 2025, la lega annuncia l'ingresso di due nuove squadre, le prime a essere situate sulla costa ovest nordamericana: il 23 aprile viene annunciata la nascita di una franchigia con sede nella città canadese di Vancouver. Esattamente una settimana dopo, viene inaugurata la squadra della città di Seattle; le due squadre manterranno i nomi generici PWHL Vancouver e PWHL Seattle per la loro prima stagione. Il 9 giugno si è svolto un expansion draft nel quale le due nuove franchigie hanno potuto mettere sotto contratto alcune delle giocatrici delle sei squadre già presenti nella lega.. Quindici giorni dopo si è svolto il Draft del 2025, nel quale la prima scelta assoluta è stata la ceca Kristýna Kaltounková.

## Formula e regolamento
Nella regular season dell'annata inaugurale, ogni squadra ha svolto 24 partite tra gennaio e maggio. Nella stagione 2024-2025 il numero di incontri per ogni squadra è aumentato a 30 e la prima fase si è protratta da novembre a maggio. Durante le stagioni si osserva una pausa per permettere alle giocatrici di partecipare ai Campionati mondiali, che si svolgono con cadenza annuale nel mese di aprile.
Le regole della PWHL sono pressoché uguali a quelle della NHL e della International Ice Hockey Federation. Come nella NHL, e per la prima volta nella storia dell'hockey su ghiaccio femminile nordamericano, il body checking è ammesso se viene commesso su una giocatrice in movimento e se ha il chiaro obiettivo di ottenere il possesso del puck. Una differenza fondamentale con la NHL, ad esempio, è il punteggio in classifica: mentre in NHL qualsiasi vittoria vale tre punti, la PWHL utilizza il cosiddetto sistema 3-2-1-0: tre punti per ogni vittoria ai tempi regolamentari, due per le vittorie ai supplementari o allo shoot-out (che in NHL valgono un punto in più), uno per ogni sconfitta fuori dai regolamentari, zero per le sconfitte all'interno dei 60 minuti di gioco. I play-off sono composti dalle migliori quattro squadre della regular season; la squadra al primo posto al termine della stagione regolare può scegliere se affrontare, in semifinale, la terza o la quarta classificata. Le semifinali e le finali dei play-off si giocano al meglio delle cinque gare con gara-1, gara-2 e l'eventuale gara-5 in casa della squadra che ha ottenuto la posizione migliore nella prima fase.

## Squadre

### Squadre in attività
Nelle prime due stagioni della lega, le squadre partecipanti sono state sei: le canadesi Montréal Victoire, Ottawa Charge, Toronto Sceptres, e le statunitensi Boston Fleet, Minnesota Frost e New York Sirens. Le sei squadre sono note all'interno della lega come "Original Six", o "Inaugural Six". Le sedi delle sei squadre sono state scelte in base al bacino d'utenza storico dell'hockey su ghiaccio in Nord America, in particolar modo nelle competizioni femminili.  Il 9 settembre 2024, due mesi prima dell'inizio della seconda stagione, i nomi ufficiali delle sei squadre inaugurali sono stati annunciati, insieme ai loro loghi e alle nuove divise.
Le partite delle prime due stagioni della PWHL sono state giocate in numerosi palazzetti differenti. Comunemente, le Minnesota Frost giocano all'Xcel Energy Center di Saint Paul, arena nei dintorni di Minneapolis con una capienza di 17.954 posti a sedere; si tratta del palazzetto più capiente tra gli impianti di casa delle sei squadre. Il palazzetto delle New York Sirens è il Prudential Center di Newark, New Jersey. Le Boston Fleet giocano le loro partite in casa nello Tsongas Center di Lowell, Massachusetts.. Le Montréal Victoire giocano al Place Bell di Laval, di poco a nord rispetto a Montreal, mentre le Ottawa Charge giocano alla TD Place Arena, nella capitale del Canada, e le partite in casa delle Toronto Sceptres si svolgono al Coca-Cola Coliseum, nel centro di Toronto.
Nelle prime due stagioni, alcune partite si sono giocate in altre arene delle città partecipanti alla lega, come il Bell Centre/Centre Bell di Montreal (la seconda arena di hockey su ghiaccio più capiente al mondo e la più grande dell'America settentrionale; qui è stato superato, nel 2024, il record di presenze in una partita di hockey femminile) o la Scotiabank Arena di Toronto. In più, al 2025, undici partite si sono giocate in campo neutro: ciò è accaduto due volte nella prima stagione (a Detroit e a Pittsburgh) e in nove casi nel 2024-2025 (nelle città statunitensi di Seattle, Denver, Buffalo, Raleigh, Saint Louis e nuovamente a Detroit, e in Canada a Québec City, a Vancouver e a Edmonton). La lega, inoltre, ha esternato l'intenzione futura di giocare alcune partite in Europa.
Ad aprile del 2025 la PWHL, dopo aver analizzato proposte provenienti da "più di venticinque" diverse sedi, annuncia la fondazione di due nuove squadre: una a Vancouver (che giocherà le partite in casa al Pacific Coliseum) e l'altra a Seattle, con sede alla Climate Pledge Arena. 
| Squadra           | Città                               | Palazzetto           | Capienza | Head coach     | Capitana                | Fondazione | Ultima stagione                           |
| ----------------- | ----------------------------------- | -------------------- | -------- | -------------- | ----------------------- | ---------- | ----------------------------------------- |
| Boston Fleet      | Lowell, Massachusetts, Stati Uniti  | Tsongas Center       | 6.003    | Kris Sparre    | vacante                 | 2023       | 5° posto in regular season                |
| Minnesota Frost   | Saint Paul, Minnesota, Stati Uniti  | Xcel Energy Center   | 17.954   | Ken Klee       | Kendall Coyne Schofield | 2023       | 4° posto in regular season, Vincitrici    |
| Montréal Victoire | Laval, Québec, Canada               | Place Bell           | 10.062   | Kori Cheverie  | Marie-Philip Poulin     | 2023       | 1° posto in regular season, semifinaliste |
| New York Sirens   | Newark, New Jersey, Stati Uniti     | Prudential Center    | 16.514   | Greg Fargo     | Micah Zandee-Hart       | 2023       | 6° posto in regular season                |
| Ottawa Charge     | Ottawa, Ontario, Canada             | TD Place Arena       | 8.585    | Carla MacLeod  | Brianne Jenner          | 2023       | 3° posto in regular season, finaliste     |
| PWHL Seattle      | Seattle, Washington, Stati Uniti    | Climate Pledge Arena | 17.151   | Steve O'Rourke | vacante                 | 2025       | non esistenti                             |
| Toronto Sceptres  | Toronto, Ontario, Canada            | Coca-Cola Coliseum   | 8.100    | Troy Ryan      | Blayre Turnbull         | 2023       | 2° posto in regular season, semifinaliste |
| PWHL Vancouver    | Vancouver, British Columbia, Canada | Pacific Coliseum     | 16.281   | Brian Idalski  | vacante                 | 2025       | non esistenti                             |